# Nodul rutier Pouilly-en-Auxois
Nodul rutier de la Pouilly-en-Auxois este un nod rutier între autostrada A6 și autostrada A38, situat pe teritoriul comunei Pouilly-en-Auxois din departamentul Côte-d'Or în regiunea Bourgogne-Franche-Comté. Acesta permite conectarea Dijonului la autostrada A6.
Nodul rutier este format dintr-un set de bretele și un sens giratoriu. Ieșirea 24 de pe A38, care face parte din schimbător, asigură accesul local prin drumurile RD 981, RD 977 bis și RD 18.

## Drumuri deservite
- Autostrada A6 care leagă Paris de Lyon;
- Autostrada A38 spre Dijon;
- Drumul RD 981 (fostul RN 81) spre Autun;
- Drumul RD 977 bis (fostul RN 77 bis) spre Pouilly-en-Auxois;
- Drumul RD 18 spre Créancey.